# Akte X – Die unheimlichen Fälle des FBI/Staffel 6
Die Erstausstrahlung der sechsten Staffel der US-Mystery-Fernsehserie Akte X – Die unheimlichen Fälle des FBI war vom 8. November 1998 bis zum 16. Mai 1999 auf dem US-amerikanischen Sender Fox zu sehen. Die deutschsprachige Erstausstrahlung sendete der deutsche Free-TV-Sender ProSieben vom 20. September 1999 bis zum 21. Februar 2000.

## Handlung
| Nr. (ges.) | Nr. (St.) | Deutscher Titel           | Originaltitel                  | Erstausstrahlung USA | Deutschsprachige Erstausstrahlung (D) | Regie           | Drehbuch                                          |
| --- | --------- | ------------------------- | ------------------------------ | -------------------- | ------------------------------------- | --------------- | ------------------------------------------------- |
| 118 | 1         | Der Anfang                | The Beginning                  | 8. Nov. 1998         | 20. Sep. 1999                         | Kim Manners     | Chris Carter                                      |
| In Arizona wird ein Mitarbeiter von Roush-Industries mit dem Schwarzen Öl infiziert und am nächsten Morgen schlüpft ein Alien aus seinem Körper. Wenige Stunden später findet ein Kollege die Leiche und wird von dem Alien attackiert. In Washington D. C. macht Mulder eine Aussage vor dem FBI-Ausschuss mit Blick auf seine Erfahrungen in der Antarktis. Der Krebskandidat informiert das Syndikat über den Alien und will ihn töten. Skinner untersagt Mulder weitere Arbeiten an den X-Akten, macht ihn aber auch auf eine Akte aufmerksam, die Skinner im Büro platziert hat. Mulder entdeckt, dass Fowley und Spender nun an den X-Akten arbeiten. Gibson Praise wird einer Hirn-OP unterzogen, die der Krebskandidat überwacht. Mulder und Scully fahren nach Arizona und finden einen Nagel des Aliens im Haus des getöteten Roush-Mitarbeiters. Später kommt auch der Krebskandidat zusammen mit Gibson zu dem Haus, Gibson verrät dem Krebskandidaten, dass der Alien nicht da ist. Der Alien tötet in einem AKW einen Mitarbeiter, die Agenten bekommen keinen Zutritt zum Tatort, finden dafür aber Gibson in ihrem Wagen. Mulder und Fowley ermitteln gemeinsam und verfolgen den Alien. Scully geht mit Gibson in eine Klinik, wo festgestellt wird, dass er Alien-Blut in sich hat. Der Schwarzhaarige-Mann entführt Gibson und bringt ihn zum AKW. Sie finden den Alien, der den Mann tötet, aber Gibson verschont. Scully und Mulder werden dem Stellvertretenden Direktor Kersh unterstellt. Spender bekommt Besuch vom Krebskandidaten und Scully teilt Mulder mit, dass Fowleys Berichte unvollständig sind. In Gibsons Blut befindet sich aktive Alien-DNA. Im AKW ist Gibson noch immer bei dem Alien, der nach einer Häutung nun seine klassische graue Gestalt annimmt. |           |                           |                                |                      |                                       |                 |                                                   |
| 119 | 2         | Die Fahrt                 | Drive                          | 15. Nov. 1998        | 27. Sep. 1999                         | Rob S. Bowman   | Vince Gilligan                                    |
| In der Wüste von Nevada verfolgt die Polizei ein Auto und kann es stoppen. Die Polizisten holen eine Frau aus dem Auto, die sie für ein Entführungsopfer halten. Der Fahrer, Patrick Crump, wird verhaftet. Die Frau schlägt ihren Kopf mehrfach gegen die Fensterscheibe des Polizeiwagens, in dem sie sitzt. Plötzlich spritzt Blut gegen die Scheibe. Reporter haben die Verfolgung und auch diese Szene gefilmt. Scully und Mulder kommen hinzu, um in dem Fall zu ermitteln. Crump wird in einem Krankenwagen abtransportiert, Mulder folgt ihm und wird schließlich von Crump als Geisel genommen. Crump hat Schmerzen, die jedoch schwächer werden, wenn er in Richtung Westen fährt. Scully findet heraus, dass ELF-Schallwellen vom Militär über Crumps Anwesen gesendet wurden, wodurch der Druck in seinem Innenohr generiert wurde. Eine schnelle Fortbewegung nach Westen scheint den Druck zu lindern. Scully kontaktiert Mulder, der mittlerweile das Vertrauen von Crump gewonnen hat, sie wollen sich am Ende des Highways treffen und Scully will mit einer Nadel den Druck in Crumps Ohr lindern. Doch sie kommt zu spät, Crumps Kopf platzt, bevor sie ankommt. |           |                           |                                |                      |                                       |                 |                                                   |
| 120 | 3         | Im Bermuda-Dreieck        | Triangle                       | 22. Nov. 1998        | 4. Okt. 1999                          | Chris Carter    | Chris Carter                                      |
| Mulder wird bewusstlos aus dem Wasser geborgen. Britische Crewmitglieder der Queen Anne holen ihn an Bord. Mulder behauptet gegenüber dem Kapitän, dass das Schiff 1939 im Bermudadreieck verschwand und nun, im Jahre 1998, wieder zurückkehrte. Die Crew hält ihn für einen Spion der Nazis, doch dann entern Truppen des Deutschen Reiches unter dem Kommando eines Standartenführers, der dem Krebskandidaten gleicht, das Schiff. Mulder hört im Radio, dass er sich im Jahre 1939 befindet. In der Gegenwart informieren die einsamen Schützen Scully darüber, dass sie den Kontakt zu Mulder verloren haben, der auf der Suche nach dem Wrack der Queen Anne ist. Scully versucht verzweifelt an Informationen zu kommen, bis ihr Skinner heimlich welche zukommen lässt. Zusammen mit den Schützen versucht sie, Mulder zu finden. Auf dem Schiff spricht Mulder mit den Briten über Thors Hammer; die Briten halten es für eine Waffe, Mulder meint, es sei eine Person. Er versucht, das Schiff in das Bermudadreieck zu manövrieren, sodass es zurück in das Jahr 1998 kommt. Die Nazis verlangen von Mulder den Wissenschaftler zu identifizieren, der hinter dem Namen Thors Hammer steckt. Eine Frau, die Scully gleicht, versucht Mulder zu schützen, und britische Soldaten bekommen das Schiff wieder unter ihre Kontrolle. Die einsamen Schützen und Scully finden die Queen Anne, die aber nur ein Geisterschiff ist. Im Jahr 1939 springt Mulder im Bermudadreieck von Bord und wacht im Krankenhaus im Jahr 1998 wieder auf. Er erzählt von seinen Erlebnissen, doch keiner will ihm glauben. |           |                           |                                |                      |                                       |                 |                                                   |
| 121 | 4         | Dreamland – Teil 1        | Dreamland (1)                  | 29. Nov. 1998        | 11. Okt. 1999                         | Kim Manners     | Vince Gilligan, John Shiban, Frank Spotnitz       |
| Scully und Mulder besuchen die Area 51, da sie einen Tipp zu einem UFO bekamen. Auf dem Highway werden sie von Männern in Schwarz angehalten, die von Morris Fletcher angeführt werden. Dabei fliegt ein UFO über sie hinweg und ein helles Licht leuchtet auf. Fletcher und Mulder bemerken, dass ihre Seelen den Körper getauscht haben, doch niemand bemerkt es. Scully fährt mit Fletcher (der sich in Mulders Körper befindet) davon. Mulder (im Körper von Fletcher) fährt zurück zur Area 51 und später dann zu Fletchers Haus. In der Nacht sagt er im Schlaf mehrfach Scullys Namen, woraufhin Fletchers Frau Joanna an eine Affäre glaubt. Am nächsten Tag erhält er einen Anruf von seinem Kollegen Smoodge, der ihm mitteilt, dass der Pilot, dessen Maschine gestern abgestürzt war, gefunden wurde, er aber mit einem Felsen verschmolzen sei. Ein anderer Soldat tauschte den Körper mit einer alten Hopi-Indianerin. Mulder ruft Scully an und versucht ihr alles zu erklären, doch Scully glaubt ihm nicht, auch wenn sie das Verhalten ihres Kollegen (Fletcher im Körper von Mulder) seltsam findet. Schließlich befremdet sie dessen Verhalten so, dass sie allein ermittelt und an einer ausgebrannten Tankstelle findet sie einen ineinander verschmolzenen Penny und Dime. Bei den Fletchers versucht Mulder (im Körper von Fletcher) erneut Scully zu überzeugen, doch der echte Fletcher hört mit und meldet Mulder als Maulwurf bei der Area 51. Die Militärpolizei führt Mulder ab, dennoch versucht er wieder Scully davon zu überzeugen, dass er den Körper mit Fletcher getauscht hat. Langsam beginnt Scully ihm zu glauben. |           |                           |                                |                      |                                       |                 |                                                   |
| 122 | 5         | Dreamland – Teil 2        | Dreamland (2)                  | 6. Dez. 1998         | 18. Okt. 1999                         | Michael Watkins | Vince Gilligan, John Shiban, Frank Spotnitz       |
| Scully ist skeptisch und fragt sich, ob der Körpertausch nicht wirklich passiert sein könnte. Fletcher arrangiert ein Dinner mit ihr. Mulder (als Fletcher) trifft in seiner Zelle die Hopi-Indianerin und bei einer Vernehmung durch General Wegman, Grodin und Smoodge gelingt es ihm, ihnen glaubhaft zu machen das der wahre Beweis in Sicherheit ist und er niemand davon erzählen konnte, da er nicht wusste wer der Maulwurf ist. Scully ist sich sicher, dass sie es schaffen könnte den Körpertausch rückgängig zu machen und zwingt Fletcher ein Treffen mit Melders Informant zu arrangieren. Mulder, Joanne, Fletcher und Scully treffen sich in einer Bar in Nevada, wo sich herausstellt, dass Wegman der Informant ist. Wegman gesteht, dass er das UFO manipuliert hat, sodass es für Mulder sichtbar war und gibt den Beweis an Fletcher (da er glaubt es handelt sich um Mulder). Mulder und Fletcher streiten später um das Beweisstück, Wegman kommt hinzu und bemerkt das Dilemma, zugleich fürchtet er von Fletcher verraten zu werden. Doch dann zeigt sich, dass die Verzerrung der Wirklichkeit, die von dem UFO hervorgerufen wurde, wieder zurückgeht. Grodin bemerkt es und macht sich auf den Weg Mulder und Fletcher zu finden. Scully und Fletcher sind am Haus der Fletchers angekommen und klären Joanne auf. Dort werden sie von Grodin abgeholt und wieder in die Wüste gebracht. Der Körpertausch findet statt und es scheint so, als ob die letzten Tage nicht stattgefunden haben. In seiner Wohnung muss Mulder dennoch feststellen, dass Fletcher aufgeräumt hat und alles neu geordnet hat. |           |                           |                                |                      |                                       |                 |                                                   |
| 123 | 6         | Die Geister, die ich rief | How the Ghosts Stole Christmas | 13. Dez. 1998        | 20. Dez. 1999                         | Chris Carter    | Chris Carter                                      |
| An Weihnachten untersuchen Mulder und Scully ein Geisterhaus in Maryland. An Weihnachten 1917 hat sich dort ein junges Liebespaar getötet und ihre Geister wollen, dass andere Paare das gleiche Schicksal erleiden. Im Haus machen die Agenten seltsame Erfahrungen, sie finden verweste Leichen, die die gleiche Kleidung und Gestalt haben wie sie. Beide Leichen weisen Schusswunden auf. Die Agenten teilen sich auf und treffen jeweils die Bewohner des Hauses – Maurice und Lydia. Den Geistern gelingt es, die Agenten gegeneinander auszuspielen. Lydia nimmt Mulders Gestalt an und schießt auf Scully und als der echte Mulder erscheint und zu der blutenden Scully rennt, schießt diese ihm in den Bauch. Beide Agenten versuchen mit letzter Kraft das Haus zu verlassen. Sie klagen einander an auf den anderen geschossen zu haben. Mulder hält das aber für unmöglich und steht auf. Damit bricht er die Illusion und beide können das Haus verlassen. Maurice und Lydia bedauern, dass ihnen die Agenten durch die Lappen gingen. |           |                           |                                |                      |                                       |                 |                                                   |
| 124 | 7         | Zeit der Zärtlichkeit     | Terms of Endearment            | 3. Jan. 1999         | 25. Okt. 1999                         | Rob S. Bowman   | David Amann                                       |
| In Virginia erfahren Wayne und Laura Weinsider, dass ihr ungeborenes Kind seltsame körperliche Abnormitäten aufweist. Wayne scheint sehr verstört zu sein, in der Nacht hat Laura einen schrecklichen Albtraum, in dem ein Dämon ihr das Kind aus dem Leib schneidet. Als sie erwacht, stellt sie fest, dass sie eine Fehlgeburt hatte. Ihr Bruder, der Deputy-Sheriff, fragt beim FBI nach Hilfe. Spender verwirft die Anfrage, aber Scully und Mulder machen sich auf den Weg. Die Behörden glauben an eine illegale Abtreibung und finden Überreste des Kindes im Garten, Wayne teilt mit, dass er Beweise verschwinden lassen wollte. Er glaubt, dass seine Frau in Trance eine Abtreibung an sich vornahm und versucht alle davon zu überzeugen. Laura wird verhaftet und in der Zelle versucht Wayne ihre Seele zu stehlen, doch die Sanitäter können sie retten. Wayne besucht seine zweite Frau, Betsy, die auch schwanger ist. Mulder findet heraus, dass Wayne eigentlich Ivan Veles heißt und aus der Tschechischen Republik stammt. Er glaubt, dass Wayne ein Dämon ist, der versucht normale Kinder zu bekommen und die Föten tötet, die dämonische Züge aufweisen. Betsy hat einen ähnlichen Traum wie Laura, verliert ihr Kind und findet Scully und Mulder. Die Agenten finden Wayne, der im Garten gräbt. Der Sheriff kommt hinzu und schießt auf Wayne, der in die Klinik kommt und ein Bett neben Laura bekommt. Ein Nebel verlässt Waynes Körper und bewegt sich in Lauras Körper, die nun wieder genesen ist. In Betsys Garten finden die Ermittler mehrere Babyleichen. Mulder schließt daraus, dass Betsy ein Dämon ist, der nur dann ein Dämonenbaby bekommen kann, wenn der Vater auch ein Dämon ist, doch sie bekam nur normale Kinder. Im Traum erkannte sie, dass ihr Mann auch ein Dämon ist und sie konnte das Kind behalten, sie trickste Wayne nur aus und sie fährt mit dem Dämonen-Säugling davon. |           |                           |                                |                      |                                       |                 |                                                   |
| 125 | 8         | Der Regenmacher           | Rain King                      | 10. Jan. 1999        | 8. Nov. 1999                          | Kim Manners     | Jeffrey Bell                                      |
| In Kansas geraten Sheila Fontaine und Daryl Mootz am Valentinstag in Streit. Fontaine hat ihre Verlobung in der Zeitung veröffentlicht, doch Mootz hätte es gerne geheim gehalten, denn wegen einer Dürre laufen seine Geschäfte schlecht. Betrunken setzt sich Mootz ins Auto und baut einen Unfall nachdem herzförmige Hagelkörner sein Auto beschädigten. Sechs Monate später kommen Scully und Mulder auf Einladung des Bürgermeisters nach Kroner. Mootz scheint die Kontrolle über das Wetter in der Region zu haben und lässt sich dafür bezahlen, wenn es über einem Feld regnen soll. Die Agenten sprechen mit dem Meteorologen der örtlichen TV-Station, Holman Hardt, der auch keine Erklärung für Mootz' Gabe hat. Die skeptischen Agenten werden dann Zeugen von Mootz' Talent. Zurück im Motel kracht eine Kuh durch die Zimmerdecke von Mulders Zimmer. Eine völlig aufgelöste Sheila glaubt hierfür verantwortlich zu sein. Hardt erfährt, dass Mootz in der Unfallnacht betrunken war und daraufhin scheint Mootz seine Gabe zu verlieren. Es stellt sich heraus, dass Hardt das Wetter kontrolliert und dass er das Wetter aufgrund seiner unausgesprochenen Liebe zu Sheila beeinflusst. Schließlich fasst sich Hardt ein Herz und gesteht Sheila seine Liebe. Die beiden werden glücklich, bekommen ein Kind und das Wetter beruhigt sich wieder. |           |                           |                                |                      |                                       |                 |                                                   |
| 126 | 9         | S.R. 819                  | S.R. 819                       | 17. Jan. 1999        | 15. Nov. 1999                         | Daniel Sackheim | John Shiban                                       |
| Die Folge beginnt damit, dass Skinner in einer unglaublich schlechten gesundheitlichen Verfassung ins Krankenhaus eingeliefert wird. Seine Venen sind lila verfärbt und pulsieren stark. Er erleidet einen Kreislaufstillstand und wird für tot erklärt. 24 Stunden zuvor verliert Skinner einen Boxkampf und leidet unter Schwindel. Scully und Mulder beobachten zudem ein Hämatom an seinen Rippen, das immer größer wird. Bei der Sichtung von Überwachungsmaterial des FBI-Hauptquartiers, fällt Scully der Arzt Dr. Kenneth Orgel auf, der am gleichen Morgen Skinner im Flur aufhielt. Die Agenten fahren zu Orgels Haus und entdecken, dass dieser als Geisel in seinem Haus festgehalten wird. Mulder gelingt es einen der Kidnapper zu fassen, der kein Englisch spricht, aber über einen Diplomatenpass verfügt. Dennoch lässt Mulder ihn überprüfen, wodurch er zu Senator Richard Matheson kommt, aber keine neuen Informationen bringt. Scully untersucht eine Blutprobe von Skinner und stellt eine erhöhte Menge von Kohlenstoff im Blut fest. Skinner wird nach einer Schießerei in der FBI-Garage ins Krankenhaus eingeliefert, wo Mulder Scully mitteilt, dass Skinner ein Gesundheitsfinanzierungsgesetz mit der Bezeichnung S.R. 819 untersuchte. Orgel stirbt an derselben Kohlenstoffvergiftung des Blutes, an der auch Skinner leidet. Skinner fällt immer wieder ein bärtiger Mann auf, der sich verdächtig verhält. Dieser Mann opfert einen seiner eigenen Männer um Skinner zu retten und der Fall wird geschlossen. Skinner fordert die Agenten auf, dem Stellvertretenden Direktor Kersh zu berichten. Der bärtige Mann ist Alex Krycek, der noch immer die potenziell schwächende Nanotechnologie in Skinners Körper kontrollieren kann. |           |                           |                                |                      |                                       |                 |                                                   |
| 127 | 10        | Tithonus                  | Tithonus                       | 24. Jan. 1999        | 22. Nov. 1999                         | Michael Watkins | Vince Gilligan                                    |
| In New York folgt ein Mann mit einer Kamera einer Frau. Sie steigen in einen Aufzug, und im Spiegel der Aufzugtür sieht er alle Menschen in grau. Der Mann steigt ein Stockwerk über der Frau aus und rennt schnell nach unten. Der Aufzug stürzt ab und im Keller angekommen blickt der Mann auf die abgestürzte Aufzugskabine. Er fotografiert das blutverschmierte Handgelenk der Frau, das aus der Kabine herausfällt. Der Stellvertretende Direktor des FBI, Kersh, setzt Scully zusammen mit dem New Yorker FBI-Agenten Ritter auf den Fall an. Für Mulder ist der Fall eine X-Akte und zugleich der Beweis dafür, dass Kersh sie trennen will. Ritter und Scully bemerken schnell, dass der Verdächtige Alfred Fellig, der seit 1964 als Fotograf für die Polizei arbeitet, nicht zu altern scheint. Fellig wird beim Fotografieren eines Opfers eines Raubüberfalls selbst vom Täter mit einem Messer verletzt. Scully und Ritter erfahren davon, als sie das Messer finden und sich darauf auch Felligs Fingerabdrücke finden. Sie befragen Fellig und für Ritter ist er der Schuldige, Scully jedoch lässt ihn ärztlich versorgen. Scully findet heraus, dass Fellig schon an den Tatorten ist, bevor ein Verbrechen geschieht und sie will wissen, wie er das macht. Er lädt sie ein, ihn zu begleiten, damit sie es selbst sieht. Sie fahren umher, bis er eine Prostituierte sieht, die er in grau wahrnimmt. Er erklärt Scully, dass diese Frau sterben wird. Als die Prostituierte von einem Zuhälter angegangen wird, greift Scully ein und nimmt den Zuhälter fest, die Frau rennt panisch auf die Straße und wird von einem LKW überfahren. Fellig erklärt Scully, dass er versucht den Tod zu fotografieren, den man nur im Moment des Sterbens kurz erblicken kann. Er selbst ist 149 Jahre alt und kann sich nicht töten. Dann sieht er auch Scully in grau und erklärt ihr, dass er an Gelbfieber sterben sollte, aber sich weigerte dem Tod ins Gesicht zu sehen. Er will Scully fotografieren, dabei kommt Ritter hinzu und schießt. Der Schuss geht durch das Objektiv der Kamera und trifft sowohl Fellig als auch Scully. Ritter wählt den Notruf. Fellig fragt Scully, ob sie den Tod sehen kann und bittet sie ihre Augen zu schließen. Er umfasst ihre Hand und er wird grau Als sie aufsieht ist Fellig tot. Mulder teilt Scully im Krankenhaus mit, dass Fellig an einer Schusswunde starb und die Ärzte über ihre schnelle Genesung überrascht seien. |           |                           |                                |                      |                                       |                 |                                                   |
| 128 | 11        | Zwei Väter – Teil 1       | Two Fathers (1)                | 7. Feb. 1999         | 29. Nov. 1999                         | Kim Manners     | Chris Carter, Frank Spotnitz                      |
| In einem Zugwaggon führen Ärzte in Schutzanzügen eine OP an einem unbekannten Patienten durch. Grüne Flüssigkeit tritt aus seinen Wunden, die sich selbst heilen. Als Dr. Openshaw hinzukommt, wird er darüber informiert, dass ein 25 Jahre altes Projekt nun beendet sei. Wenige Momente später kommen Rebellen-Aliens hinzu und verbrennen die Ärzte, nur Openshaw überlebt. Die Patientin, Cassandra Spender, wird seit einem Jahr vermisst. Walter Skinner bringt ihren Sohn, Agent Jeffrey Spender, zu ihr, doch sie möchte nicht mit ihm sprechen, sondern verlangt Mulder. Dr. Openshaw informiert den Krebskandidaten über die erfolgreiche Beendigung des Projekts, zugleich möchte er, dass der Krebskandidat seine Ex-Frau (Cassandra) tötet, da sie der erste Mensch-Alien-Hybrid sei. Doch der Krebskandidat lässt Openshaw töten, während ein Mitglied des Konsortiums von einem Alien-Rebellen getötet wird, der dann dessen Gestalt annimmt. Mulder und Scully schauen sich den Zugwaggon an und erkennen Parallelen zu einem Fall vor einem Jahr (siehe Staffel 5, Episode 13). Sie besuchen dann Cassandra, die vor einer Eroberung der Erde durch die Aliens warnt. Alex Krycek informiert das Syndikat und der Alien-Rebell, der die Gestalt des ermordeten Syndikatsmitglieds angenommen hat, schlägt vor, dass das Syndikat sich mit den Aliens verbünden sollte. Dem Krebskandidaten fällt auf, dass der Mann seine frühere Meinung radikal geändert hat. Scully und Mulder finden heraus, dass es sich beim Krebskandidaten um C.G.B. Spender handelt, der der Vater von Jeffrey ist. Da sie unerlaubt die X-Akten verwendeten, werden beide vom Dienst suspendiert. Jeffrey fordert vom Krebskandidaten die Wahrheit zu erfahren. Scully findet heraus, dass C.G.B. Spender auch an dem geheimen Projekt arbeitete, bei dem auch Mulders Vater Bill involviert war. Der Krebskandidat möchte von Jeffrey, dass er den Alien-Rebellen tötet, der sich ins Konsortium geschlichen hat, doch er scheitert und Krycek führt den Mord durch. Krycek informiert Jeffrey auch darüber, dass der Krebskandidat für das Verschwinden von Cassandra verantwortlich und Leiter dieser Experimente ist. Der Krebskandidat erzählt derweil alles Diana Fowley, die ihm ihre Unterstützung zusichert. Cassandra taucht in Mulders Wohnung auf und fordert ihn auf sie zu erschießen, da die Alien-Rebellen die Kolonisierung der Erde starten würden, wenn sie von ihrer Existenz erfahren werden. |           |                           |                                |                      |                                       |                 |                                                   |
| 129 | 12        | Ein Sohn – Teil 2         | One Son (2)                    | 14. Feb. 1999        | 6. Dez. 1999                          | Rob S. Bowman   | Chris Carter, Frank Spotnitz                      |
| Cassandra und Mulder werden von Diana Fowley in Quarantäne genommen. Sie werden zusammen mit Scully in ein Centers for Disease Control (CDC) gebracht. Krycek berichtet dem Konsortium von Cassandras Flucht und merkt an, dass die Alien-Rebellen sie lebend haben möchten. Das Syndikat jedoch möchte Cassandra den Kolonisten überlassen und somit sich selbst schützen. Mulder trifft beim CDC die krank wirkende Marita Covarrubias. Das Syndikat führte mehrere Experimente an ihr durch. Scully gelingt es zusammen mit den Einsamen Schützen mehr über den persönlichen Hintergrund von Fowley in Erfahrung zu bringen. Sie berichtet Mulder darüber, dass Fowley sich mit Entführungen durch Aliens beschäftigte und jede Woche nach Tunesien reist, worüber aber keine Vermerke in Akten des FBI zu finden sind. Mulder vertraut Fowley noch immer, dennoch stellt er sie zur Rede. In ihrem Apartment sucht er nach Beweisen, wird aber dann vom Krebskandidaten gestört, der ihm die Wahrheit über Jeffrey erzählt. Er erzählt Mulder auch davon, dass sein Vater Mulders Schwester Samantha den Alien-Rebellen zum Austausch gegen den Alien-Fötus überlassen musste. Sobald die Kolonisierung durch die Aliens beginnt, wird Mulder seine Schwester wiedersehen. Der Krebskandidat gibt Mulder die Adresse eines Hangars, wo die Mitglieder des Syndikats die Kolonisten treffen wird. Jeffrey findet im Hauptquartier des Konsortiums nur Krycek, der ihm von dem Hangar erzählt. Fowley findet Mulder in ihrer Wohnung. Sie eilt dann zu dem Hangar in El Rico, während Scully und Mulder versuchen den Zug, der Cassandra nach El Rico bringen soll, zu stoppen. Jeffrey erfährt von Covarrubias, dass er seine Mutter in El Rico treffen kann. Ein Chirurg des Syndikats, der sich mit dem Alien-Fötus beschäftigt, wird von einem Alien-Rebellen getötet, der dann seine Gestalt annimmt. Krycek findet die Leiche und informiert Spender über die bevorstehende Kolonisierung. Die Mitglieder des Syndikats und ihre Familien treffen sich im Hangar in El Rico. Zu spät bemerken die Mitglieder des Syndikats, dass sie von den Alien-Rebellen umzingelt sind, nur Fowley und der Krebskandidat können mit einem Auto entkommen. Am nächsten Tag liefern Skinner, Scully, Mulder und Spender einen Report an den Stellvertretenden Direktor Kersh, in dem das Syndikat und Cassandra für tot erklärt werden. Kersh teilt Mulder und Scully wieder den X-Akten zu. Spender eilt in das Büro der X-Akten im Keller des Gebäudes, wo er auf den Krebskandidaten trifft, der ihm in den Kopf schießt.                   |           |                           |                                |                      |                                       |                 |                                                   |
| 130 | 13        | Aqua Mala                 | Agua Mala                      | 21. Feb. 1999        | 13. Dez. 1999                         | Rob S. Bowman   | David Amann                                       |
| Während eines Hurrikans in Florida versuchen Sara Shipley und ihr Sohn Evan verzweifelt ihre Waschmaschine zu kippen, doch dann greifen Tentakel nach ihnen. Scully und Mulder kommen nach einem Anruf des ehemaligen FBI-Agenten Arthur Dales nach Florida. Dales war der erste Agent, der sich um die X-Akten kümmerte und erzählt den Agenten von den Shipleys. Im Haus der Shipleys treffen die Agenten auf Deputy Greer, der glaubt, die beiden wollten das verlassene Haus plündern. Doch sie können sich als FBI-Agenten ausweisen. Scully und Mulder wollen wieder zurück nach Washington, aber der Hurrikan verhindert das. In einer Wohnanlage entdeckt Deputy Greer einen toten Mann, der mit einer schleimigen Substanz überzogen ist, Greer entdeckt dann eine seltsame Kreatur. Scully und Mulder kommen hinzu und finden Greer, der bewusstlos auf dem Boden liegt und rötliche Bisswunden im Nacken. Mulder warnt die anderen Bewohner davor, dass sich die Kreatur in den Leitungen befindet. Vermutlich ist es durch den Hurrikan aus dem Meer in die Kanalisation gekommen. Die Agenten und die Hausbewohner versammeln sich in einer Wohnung. Es zeigt sich, dass der Aufenthalt im Haus zu gefährlich ist und Mulder sucht einen Weg um aus dem Haus zu gelangen. Dabei wird auch er von der Kreatur angegriffen. Die Agenten finden heraus, dass Frischwasser die Kreatur zurückhält, Mulder kann seine Wunden im Regenwasser heilen und Scully fordert einen der Bewohner auf die Sprinkleranlage zu öffnen. So schaffen sie es zu entkommen und das Monster verschwindet. Am nächsten Tag berichten die Agenten Dales davon, der sehr von Scully angetan ist. Zusammen mit ihnen feiert er die Lösung des Falles. |           |                           |                                |                      |                                       |                 |                                                   |
| 131 | 14        | Montag                    | Monday                         | 28. Feb. 1999        | 27. Dez. 1999                         | Kim Manners     | Vince Gilligan, John Shiban                       |
| Die Episode beginnt damit, dass man Mulder mit blutender Schusswunde sieht. Scully eilt zu ihm. Beide sind Geiseln eines Raubüberfalls in einer Bank. Der Geiselnehmer hat zudem einen Sprengstoffgürtel an, den er zündet als die Polizei das Gebäude stürmt. Danach erwacht Mulder und erkennt, dass sein Wasserbett ein Leck hat; sein Wecker ist defekt, und er muss seinem Vermieter den Wasserschaden bezahlen. Deshalb eilt er zur Bank, anstatt mit Scully zu einem Meeting mit Skinner und anderen FBI-Offiziellen zu erscheinen. Nachdem Mulder die Bank betreten hat, beginnt der Geiselnehmer seinen Überfall und verletzt Mulder. Ein Angestellter kann den stummen Alarm auslösen, und die Polizei umstellt das Gebäude. Scully kommt hinzu und möchte Mulder helfen, doch dann stürmt die Polizei die Bank und die Sprengstoffladung detoniert – alle sterben. Wieder beginnt die Geschichte mit dem erwachenden Mulder von vorne. Die Handlung befindet sich in einer Zeitschleife – außer für Carrie, die Freundin des Räubers, die durch verschiedene Handlungen immer wieder versucht, das Leben der Agenten zu schützen. Doch es gelingt ihr nicht, egal was sie auch versucht. Die Handlung wiederholt sich immer wieder, bis es Pam durch viele Wiederholungen gelingt, dass Mulder sich an sie erinnert, wodurch Mulder sein Vorgehen neu planen kann und schließlich den Geiselnehmer vor seiner Tat erkennt und ansprechen kann. Den Agenten und Pam scheint es zu gelingen, dass Bernard von seinem Plan ablässt. Als er zusammen mit Pam die Bank verlassen will, ohne dass etwas passiert ist, erscheint die Polizei, und Bernard versucht auf Mulder zu schießen. Doch Pam wirft sich in die Schusslinie und wird tödlich getroffen. Bernard wird verhaftet und die Zeit scheint normal weiterzulaufen. |           |                           |                                |                      |                                       |                 |                                                   |
| 132 | 15        | Arkadien                  | Arcadia                        | 7. März 1999         | 3. Jan. 2000                          | Michael Watkins | Daniel Arkin                                      |
| In Arkadien, einer Plansiedlung nahe San Diego, findet der Hausbesitzer Dave Kline ein Päckchen in seinem Briefkasten. Darin ist ein Windrad, das er auf seinem Hausdach installiert, um seine Nachbarn zu ärgern. In der Nacht wird das Ehepaar Kline von einem Unbekannten ermordet. Scully und Mulder ermitteln Undercover und ziehen als Ehepaar Petrie in dieses Haus in der Siedlung. Nachbar Win Schroeder räumt sofort Mulders Basketballkorb in die Garage und weist darauf hin, dass das Aufstellen gegen die Regeln der Siedlung wäre. Big Mike, ein weiterer Nachbar, fragt beim Vorsitzenden Gene Gogolak nach, ob man die Petries nicht in die Regeln der Gemeinde einweisen sollte, doch Gogolak sieht Mike als Schwächling. In der Nacht wird auch Mike getötet. Während eines Spaziergangs findet Scully Mikes Kette und Scruffy, den Hund der Schroeders, in einem Abflusskanal. Scruffys Gesicht scheint blutverschmiert zu sein. Die Agenten suchen nach Gründen für den Mord an den Klines und Mulder glaubt, dass einige Verstöße gegen die Regeln der Gemeinde ein Motiv sein könnten. Deshalb installiert er einen Plastik-Flamingo im Garten. Später findet er einen Zettel im Briefkasten, worauf eine Warnung steht. Vor Einbruch der Dunkelheit holt Mulder auch den Basketballkorb aus der Garage, woraufhin er mit Schroeder in Streit gerät. Plötzlich taucht unter dem Rasen eine Kreatur auf, doch sie können sie verjagen. Doch eine Lampe im Vorgarten ist durchgebrannt. Schroeder wirft Gogolak vor seine Familie zu töten, doch Gogolak sieht die wahre Bedrohung in den Petries. Nach einer Laboranalyse ist das Blut von Scruffys Gesicht nur Dreck, denn die Siedlung wurde auf einer ehemaligen Deponie errichtet. Mulder glaubt, dass die Klines im Garten vergraben wurden, bei einer Grabung stößt er aber nur auf das Windrad, das aus einer Fabrik von Gogolak stammt. Im Haus wird Scully von der Kreatur angegriffen, doch ein dreckiger und blutverschmierter Big Mike rettet sie und kämpft gegen die Kreatur. Mulder konfrontiert zur gleichen Zeit Gogolak mit dem Tod der Klines. Er glaubt, dass Gogolak durch das Windrad den Tod der Klines vorprogrammiert hat. Mulder hält die Kreatur für einen Tulpa. Er nimmt Gogolak fest und fesselt ihn mit Handschellen an den Briefkasten vor dem Haus und sucht Scully im Haus. Draußen ruft Gogolak um Hilfe, da er weiß, dass die Kreatur naht. Die Kreatur tötet Gogolak und löst sich als ein Haufen Erde auf, als Gogolak stirbt. Scully kommt zu spät und sieht sie nicht mehr.                                                |           |                           |                                |                      |                                       |                 |                                                   |
| 133 | 16        | Alpha                     | Alpha                          | 28. März 1999        | 10. Jan. 2000                         | Peter Markle    | Jeffrey Bell                                      |
| Auf einem Frachter im Südpazifik überprüfen zwei Männer einen Container mit einem Tier darin. Als das Schiff den Hafen von Los Angeles erreicht, werden beide Männer tot in dem Container aufgefunden. Mulder wird von der mysteriösen Karin Berquist, Expertin für Hundepsychologie, über den Vorfall informiert. Zusammen mit dem örtlichen Polizisten Jeffrey Cahn untersuchen Mulder und Scully den Vorfall. In der Zwischenzeit hört ein Hausbesitzer in Bellflower seinen Hund draußen bellen und holt ihn ins Haus, einen anderen Hund, den er draußen hört, scheucht er davon. Im Haus sieht er, dass sein Hund von dem mysteriösen Hund getötet wurde, und auch er wird angegriffen und erblickt die rotglühenden Augen des Hundes. Der Hund von dem Schiff gehört Dr. Ian Detweiler, einem Kryptozoologen. Der Forscher erklärt den Agenten, dass der Hund ein Asiatischer Rothund ist, eine ausgestorbene Rasse. Nach weiteren gemeldeten Angriffen, geht Mulder von einer hohen Intelligenz des Hundes aus. Ein Hundefänger verfolgt einen Streuner in ein Lagerhaus, der dort in den mysteriösen Hund transformiert und den Mann angreift. Scully, Mulder und Berquist kommen an den Tatort und finden einen Pfotenabdruck, der Hund besitzt fünf Zehen, wohingegen normale Hunde nur vier haben. In der Nacht holt Detweiler aus einer Tierklinik Betäubungsmittel und verschwindet, der dortige Tierarzt wird von dem Hund angegriffen, aber kann sich in einen anderen Raum retten. Der Hundefänger kommt und erschießt einen anderen Hund aus Versehen. Der Tierarzt behandelt das Tier, als Scully hinzukommt und Schreie aus dem Hinterzimmer hört. Der Tierarzt wurde angegriffen. Nachdem Scully ging, transformiert das verletzte Tier in den Rothund. Scully verdächtigt Berquist, während dieser Detweiler ins Visier nimmt. Mulder glaubt, dass Detweiler der Rothund ist und die Betäubungsmittel nutzt, um sich selbst ruhig zu stellen, um nicht zu morden. Er schickt Cahn zu Detweiler, doch der Polizist wird angegriffen und schwer verletzt. Berquist verdächtigt auch Detweiler und spricht mit Mulder darüber. Scully hingegen bleibt skeptisch. Berquist wird von Detweiler, in Gestalt des Hundes, angegriffen, vorher legt sie die Betäubungspistole beiseite. Im weiteren Kampf stürzen beide aus einem Fenster. Als die Agenten eintreffen, finden sie beide tot; Detweiler ist auf einem Zaunpfahl aufgespießt. Zurück im Büro bekommt Mulder posthum ein Paket von Berquist. Es ist ihr I Want to Believe-Poster, als Ersatz für seines, das im Brand zerstört wurde.                          |           |                           |                                |                      |                                       |                 |                                                   |
| 134 | 17        | Trevor                    | Trevor                         | 11. Apr. 1999        | 17. Jan. 2000                         | Rob S. Bowman   | Jim Guttridge, Ken Hawryliw                       |
| In Stringer (Mississippi) bereiten Häftlinge eine Gefängnis-Farm für einen heranziehenden Tornado vor. Wilson „Pinker“ Rawls und ein anderer Häftling geraten in Streit, woraufhin Pinker die Hand seines Mithäftlings an eine Wand nagelt. Daraufhin wird er in eine kleine Hütte gesperrt, in der er während des Tornados ausharren muss. Nach dem Tornado ist die Hütte vollständig zerstört und der Gefängnisdirektor wird in seinem Büro tot aufgefunden. Scully und Mulder ermitteln und Pinker wird von den Wärtern verdächtigt. In Meridian sieht June Gurwitch einen TV-Bericht über den Tod von Pinker. Es stellt sich heraus, dass Pinker am Leben ist. Als er versucht Kleidung zu stehlen wird er von einem Wachmann in Handschellen gelegt, doch er schlüpft aus diesen heraus und flüchtet. Mulder untersucht die Handschellen und erkennt, dass diese ähnlich porös sind, wie ein Teil der Wand im Büro des Gefängnis-Direktors. Bo, ein alter Freund von Pinker, überrascht diesen in seinem Haus. Pinker möchte wissen, wo June ist. Bo versucht Pinker zu erschießen, doch die Kugel geht einfach durch ihn hindurch und Pinker tötet Bo daraufhin. Mulder entdeckt, dass auch die Kugel zu Staub zerfällt. Er vermutet, dass Pinker nach einem Blitzschlag die Fähigkeit bekam, durch feste Gegenstände gehen zu können. Die Ermittler suchen nach June, während Pinker, Junes Schwester Jackie und deren Sohn Trevor trifft. Jackie erzählt den Agenten später, dass Pinker durch Wände gehen kann. Schließlich finden sie June und schicken sie in ein Zeugenschutzprogramm. Sie finden heraus, dass Pinker seinen Sohn, den er noch nie gesehen hat, treffen will. Pinker findet June in einem Motel und bringt sie in seine Gewalt und erkennt, dass Trevor sein Sohn ist. Er versucht Trevor zu entführen, Mulder versucht ihn aufzuhalten, doch Pinker kann ihm entkommen. Scully ist auf der Flucht mit Trevor und schließt sich mit ihm in eine gläserne Telefonzelle, da Pinker nicht durch Glas hindurch kann. Als Pinker sieht, dass er seinem Sohn Angst macht, geht er weg. Dann erscheint June und fährt Pinker mit dem Auto an, er wird dabei von der Windschutzscheibe tödlich verletzt. Sie hatte Angst um ihren Sohn, doch bricht in Tränen aus, als Mulder ihr sagt, dass Pinker womöglich nur eine zweite Chance wollte. |           |                           |                                |                      |                                       |                 |                                                   |
| 135 | 18        | Milagro                   | Milagro                        | 18. Apr. 1999        | 24. Jan. 2000                         | Kim Manners     | Chris Carter, Idee: John Shiban, Frank Spotnitz   |
| Der Autor Phillip Padgett leidet unter einer Schreibblockade. Plötzlich fasst er an seine Brust und holt ein blutiges Herz heraus. Im Keller öffnet er den Verbrennungsofen und sieht er ein pochendes Herz. Sein Herz wirft er in eine Papiertüte. Scully trifft ihn im Aufzug und ist verwundert. Sie geht zu Mulders Wohnung und spricht mit ihm über einen alten Fall, bei dem das Herz des Opfers herausgeholt wurde, ohne Spuren zu hinterlassen. Für Mulder ist es ein Fall von psychologischer Chirurgie. Padgett, der Mulders Nachbar ist, belauscht das Gespräch der Agenten. In der Nacht geraten zwei Teenagers im Wald in Streit. Schließlich rennt Maggie vor ihrem Freund Kevin davon. Kevin wird plötzlich angegriffen und sein Herz aus dem Körper geholt. Padgett schreibt darüber auf seiner Schreibmaschine. Scully erhält einen anonymen Brief ins Büro, darin befindet sich ein Anhänger. Während sie das Schmuckstück untersucht, hört der Zuschauer Padgetts Stimme, wie er über Scullys innerste Gefühle spricht. Später trifft Scully den Autoren in der Kirche, wo er ihr gesteht, ihr das Schmuckstück geschickt zu haben. Sie sprechen über religiöse Themen. Aufgewühlt geht Scully zu Mulder und spricht mit ihm darüber. Padgett lockt Scully in seine Wohnung, doch Mulder verhaftet ihn. Während Padgett in Gewahrsam ist, wird Maggie auf gleiche Weise wie Kevin ermordet. Daraufhin wird Padgett freigelassen. In seiner Wohnung spricht der Autor mit dem Killer aus seinem Buch. Es stellt sich heraus, dass der Mörder durch eine psychische Verbindung mit Padgett zum Leben erweckt wurde. Sie unterhalten sich weiter, bis Padgett bemerkt, dass Scully ein Opfer in seinem Roman sein wird. Er eilt in den Keller und verbrennt das Manuskript. Mulder stört ihn dabei, weil er glaubt, dass der Autor Beweise vernichten will. Währenddessen trifft der Killer Scully und als Mulder einen Schuss hört, eilt er zu seiner Wohnung, wo er Scully blutüberströmt, aber lebendig, entdeckt. Die Folge endet mit einer Off-Stimme des Autors, der Killer liegt im Keller am Boden vor dem Ofen, sein pochendes Herz in der Hand. |           |                           |                                |                      |                                       |                 |                                                   |
| 136 | 19        | Ex                        | The Unnatural                  | 25. Apr. 1999        | 31. Jan. 2000                         | David Duchovny  | David Duchovny                                    |
| 1947 spielt eine Gruppe von weißen und afroamerikanischen Männern Baseball in Roswell (New Mexico). Eine Gruppe von Ku-Klux-Klan-Mitgliedern taucht auf und sucht nach Josh Exley. Es kommt zu einem Handgemenge, dabei verliert der Anführer der KKK-Mitglieder seine Kapuze, es ist ein Alien. 1999: Mulder und Scully sehen alte Zeitungen der 40er Jahre aus Roswell durch. Auf einem Bild entdeckt Mulder den jungen Arthur Dales (erster Ermittler der X-Akten), Josh Exley und den Alien Bounty Hunter. Mulder möchte Dales finden, doch er findet nur dessen Bruder, der auch Arthur heißt. In Rückblicken erzählt Dales Mulder von seinem ersten Treffen mit Exley 1947. Dales erinnert sich, dass er mit Exley unterwegs war und als Exley sich einmal verletzte, konnte Dales eine grüne Flüssigkeit erkennen, wo eigentlich hätte Blut sein sollen. Dales entscheidet in Exleys Heimat Macon (Georgia) zu ermitteln und findet heraus, dass ein Junge mit Exleys Name vor fünf Jahren verschwand. In der Nacht hört er Geräusche aus Exleys Zimmer und als er nachsieht, sieht er Exley in Alien-Gestalt. Exley gesteht, dass er Außerirdischer ist, aber Baseball liebt und daher menschliche Gestalt annahm, um so auf der Erde bleiben zu können und um Baseball zu spielen. Der Alien Bounty Hunter nimmt Exleys Form an und ermordet den Wissenschaftler, der die grüne Flüssigkeit, die Dales sichergestellt hat, untersucht. Dales warnt Exley, der daraufhin flieht, um nicht gefunden zu werden. Die Erzählung kehrt zum Anfang der Folge zurück. Der KKK-Anführer ist der Alien Bounty Hunter, der Exley töten soll. Der Alien Bounty Hunter verlangt, dass Exley seine natürliche Gestalt annehmen soll, bevor er stirbt. Exley weigert sich und wird getötet und blutet rotes, menschliches Blut. |           |                           |                                |                      |                                       |                 |                                                   |
| 137 | 20        | Suzanne                   | Three of a Kind                | 2. Mai 1999          | 7. Feb. 2000                          | Bryan Spicer    | Vince Gilligan, John Shiban                       |
| Las Vegas, Nevada: Während eines Poker-Spiels wird der Einsame Schütze John Fitzgerald Byers als Betrüger entlarvt und herausgeworfen. Noch immer hat Byers Gefühle für Suzanne Modeski, die auch Verschwörungstheoretikern ist und vor 10 Jahren in Baltimore verschwand. Er hofft, dass er sie auf einer Tagung wiedersehen wird. Die Einsamen Schützen locken Scully auf diese Veranstaltung, indem sie ihr eine Sprachsynthese präsentieren. Ihr Freund Jimmy nutzt diese Technik, um in einen geheimen Konferenzraum zu kommen, doch er wird entdeckt und bekommt eine Injektion mit einer mysteriösen Flüssigkeit. Kurz darauf tötet sich Jimmy. Byers entdeckt Suzanne, die wohl noch am Leben ist, aber wohl als Geheimagentin arbeitet. Scully obduziert Jimmy, doch wird dabei auch von einem Agenten angegriffen und bricht nach einer Injektion zusammen. Suzanne gibt zu, dass sie vorgibt die Seiten gewechselt zu haben, sie arbeitet nun mit den Einsamen Schützen zusammen, da ihr Verlobter Grant sie belügt. Timmy, ein Freund von Jimmy, fragt Langly, ob dieser zu Ehren Jimmys an einem Dungeons & Dragons-Spiel teilnehmen will. Das Spiel dient aber der Absicht auch Langly eine Injektion zu verabreichen. Frohike findet eine flirtende Scully in einer Runde Männer, darunter auch Morris Fletcher. Frohike nimmt sie in seine Suite, wo Suzanne feststellt, dass Scully ein anoetisches Histamin verabreicht wurde. Suzanne war an der Entwicklung beteiligt, aber sie hat nur Zugang zu einer kleinen Menge, doch das zeigt den Verrat von Grant. Suzanne kann Scully helfen. Am nächsten Morgen berichtet Langly Jimmy was passiert ist. Langly soll am nächsten Morgen den Konferenzraum betreten und vortäuschen Suzanne zu erschießen. Der Plan geht auf und Byers und Frohike, verkleidet als Notärzte, bringen Suzanne in Sicherheit. Der Betrug fliegt auf, als Timmy merkt, dass das Blut nicht echt ist. Scully bringt Grant zu Suzanne, damit sie ihn befragen kann, warum er das Mittel an die Regierung gegeben hat. Grant sagt, dass sein Leben bedroht war, dann taucht Jimmy auf und erschießt Grant. Er bringt Suzanne in die Suite von den Einsamen Schützen. Timmy möchte Langly und Frohike erschießen, aber Byers verabreicht ihm eine Injektion. Suzanne bekommt eine neue Identität, sie möchte Byers mitnehmen und mit ihm ein neues Leben beginnen, aber er möchte bei den Einsamen Schützen bleiben. Sie küsst ihn und gibt ihm ihren Ring, der für Grant war. |           |                           |                                |                      |                                       |                 |                                                   |
| 138 | 21        | Sporen                    | Field Trip (aka: „Lies“)       | 9. Mai 1999          | 14. Feb. 2000                         | Kim Manners     | John Shiban, Vince Gilligan; Idee: Frank Spotnitz |
| In Boone, North Carolina, kommen Wallace und Angela Schiff nach einer Wanderung nach Hause. Angela bekommt Kopfschmerzen und während sie duscht, glaubt sie eine gelbe Substanz die Wände herunterlaufen zu sehen. Zusammen mit ihrem Mann geht sie zu Bett und die Kamera wechselt zu einem Gelände, auf dem man zwei Skelette sieht, die in der gleichen Position daliegen, wie die Schiffs. Scully und Mulder untersuchen die Skelette und bemerken, dass eine gelbe Substanz die Knochen umgibt. Mulder glaubt, dass das an den Brown-Mountain-Lichtern liegt. Er will dem nachgehen und lässt Scully mit dem Gerichtsmediziner zurück. Mulder erreicht das Gebiet und fährt dabei über eine Reihe von Pilzen, die Sporen freisetzen. Dadurch beginnt Mulder zu halluzinieren. Er entdeckt Wallace und Angela in einer Höhle, beide erzählen, sie wären von Aliens entführt worden, die Skelette seien von Aliens erschaffene Fälschungen. Später treffen sich die Agenten in Mulders Wohnung, dort erzählt er ihr von dem Schiff und zeigt ihr einen Alien, den er in den Brown-Mountains gefunden hat. Später sieht auch er die gelbe Substanz, wie schon Angela, und erwacht in der Höhle, ummantelt mit der gelben Substanz. Scully findet heraus, dass die Substanz eine Verdauungssubstanz ist, die aber pflanzlicher Natur ist. Sie geht auch auf das Feld und tritt auch auf die Pilze und beginnt zu halluzinieren. Zusammen mit dem Gerichtsmediziner findet sie das Skelett von Mulder, das sie später anhand des Gebisses identifiziert. Aber es ist nicht mit der gelben Substanz ummantelt. Auf seiner eigenen Trauerfeier erscheint Mulder, sehr lebendig. Plötzlich verschwindet die Trauergemeinde. Scully und Mulder stellen fest, dass sie noch immer in der Höhle sind, ummantelt von der Substanz und halluzinieren. Beide erwachen und es gelingt ihnen aus der Höhle zu fliehen. In Skinners Büro glaubt Mulder, dass sie noch immer nicht frei sind, Scully glaubt ihm nicht. Als Beweis schießt Mulder auf Skinner, aus dessen Wunde tritt die gelbe Flüssigkeit. Wieder verschwindet die Umgebung und sie sind noch immer in der Höhle. Mulder streckt seine Hand aus und kann so durch die Erdoberfläche gelangen, sodass sie von Skinner und dem Such-Team gefunden werden. Im Krankenwagen halten Scully und Mulder sich sanft an den Händen. |           |                           |                                |                      |                                       |                 |                                                   |
| 139 | 22        | Artefakte                 | Biogenesis (aka: „Plans“)      | 16. Mai 1999         | 21. Feb. 2000                         | Rob S. Bowman   | Chris Carter, Frank Spotnitz                      |
| An einem Strand der Elfenbeinküste wird von Solomon Merkmallen, einem Biologie-Professor, ein metallisches Artefakt entdeckt. In seinem Büro steckt er es mit einem ähnlichen Artefakt zusammen, die Teilen verschmelzen miteinander und fliegen durch den Raum. Merkmallen reist in die USA und trifft dort den Biologen Steven Sandoz, der ein drittes Artefakt besitzt. Merkmallen wird von einem Mann ermordet, der vorgibt Sandoz zu sein und der echte Sandoz flieht als er die Leiche entdeckt. Mulder und Scully sollen das Verschwinden von Sandoz untersuchen. Merkmallen und Sandoz glauben an außerirdisches Leben auf der Erde. Die Agenten erhalten von Skinner eine Kopie von den Inschriften auf den Artefakten und es scheint so, als ob diese bei Mulder starke Kopfschmerzen verursachen. Sie treffen Dr. Barnes, der Mann, der vorgab Sandoz zu sein. Barnes glaubt nicht an Sandoz’ Theorien. Mulders Kopfschmerzen werden immer stärker und durch eine Art telepathischer Fähigkeit, erkennt er, dass Barnes der Mörder ist. Später in Mulders Büro erklärt Chuck Burks, dass die Symbole auf den Artefakten von den Navajo stammen. Die Agenten stoßen in Sandoz’ Wohnung auf ein Bild, das ihn mit Albert Hosteen zeigt und sie finden auch Merkmallens Leiche. Die Agenten berichten Skinner und Mulder glaubt, dass das Artefakt eine Art galaktische Strahlung verbreitet. Später händigt Skinner ein Videoband des Gesprächs an Alex Krycek, der dieses dann an Barnes weitergibt. Scully trifft in New Mexico den an Krebs erkrankten Hosteen und trifft dann auf Sandoz, der aussagt, dass Hosteen ihm bei der Übersetzung des Artefakts behilflich war. Teile des Textes stammen aus der Bibel. Mulder will in der Universität Barnes treffen, doch er bricht aufgrund starker Kopfschmerzen im Treppenhaus zusammen. Scully kontaktiert Mulder, der in seiner Wohnung ausruht. Mulder glaubt, dass die Menschheit von Aliens kreiert wurde. Fowley, die bei ihm ist, kontaktiert den Krebskandidaten. Scully erhält später einen Anruf von Skinner, der ihr berichtet, dass Mulder im Krankenhaus ist und abnormale Hirnfunktionen zeigt. Sie findet dann heraus, dass Skinner von ihrer Unterhaltung mit Burks wusste. Im Büro der X-Akten findet sie eine Überwachungskamera, als sie von Sandoz einen Anruf erhält, er erzählt ihr, dass das Artefakt Informationen zur menschlichen Genetik enthält. Sandoz wird wenig später von Krycek getötet. Scully reist zur Elfenbeinküste, wo sie entdeckt, dass das Artefakt Teil eines riesigen UFOs ist, das teilweise im Sand am Strand vergraben liegt. |           |                           |                                |                      |                                       |                 |                                                   |